# Königliche Kunstgewerbeschule München
Die Königliche Kunstgewerbeschule München (Abkürzung KGS) wurde 1868 gegründet und war neben der Münchner Akademie der Bildenden Künste und der Nürnberger Kunstgewerbeschule die bedeutendste künstlerische Ausbildungsinstitution in Bayern, zumal unter der Leitung von Richard Riemerschmid 1913–1924.

## Geschichte
Sie wurde nach dem Ende der Monarchie im Jahr 1918 in Staatliche Kunstgewerbeschule München umbenannt, 1928 in Staatsschule für angewandte Kunst und 1937 in Akademie für angewandte Kunst. Die Kunstgewerbeschule bzw. Akademie für angewandte Kunst wurde 1946 in die Akademie der Bildenden Künste München eingegliedert.
Das zuletzt genutzte Schulgebäude an der Luisenstraße 37 wurde im Zweiten Weltkrieg teilweise zerstört. An seiner Stelle steht seit den 1950er Jahren ein Neubau für das Geologische Institut der Universität München. Im erhaltenen Reste des Vorgängerbaues in der Richard-Wagner-Straße befindet sich heute das Paläontologische Museum München.

## Lehrer (Auswahl)
- Ludwig von Langenmantel, Lehrer von 1886 bis 1919
- Philipp Maria Halm, von 1898 bis 1906 Dozent für Kunstgeschichte und Stillehre
- Heinrich Waderé, von 1900 bis 1933 Professor für figürliches Modellieren
- Jan Thorn Prikker, Lehrer von 1920 bis 1923
- Richard Berndl, 1903 bis 1947
- Ernst Wilhelm Bredt, 1906 bis 1917 Dozent für Kunstgeschichte, Professor
- Richard Riemerschmid, Leiter der Schule von 1912 bis 1924
- Joseph Wackerle, 1917 bis 1924
- Else Jaskolla, 1919–1945
- Karl Killer, Lehrbeauftragter ab 1926
- Emil Preetorius, Lehrbeauftragter ab 1926, ab 1928 Professor
- Richard Klein, Direktor 1935–1945, Professor
- Hans Best, Professor
- Fritz Helmuth Ehmcke, Lehrer bzw. Professor ab 1913
- Franz Widnmann, Professor
- Maximilian Dasio, Professor
- Mychajlo Paraschtschuk, Lehrer für Bildhauerei von 1908 bis 1911
- Adelbert Niemeyer ab 1907

## Schüler (Auswahl)
Zu den Schülern, die die Königliche-, Staatliche Kunstgewerbeschule bzw. Staatsschule-, Akademie für angewandte Kunst besuchten, gehören:
- Elmar Albrecht (1915–1997)
- Alexe Altenkirch (1871–1943)
- Oskar Martin-Amorbach (1897–1987)
- Claus Arnold (1919–2014)
- Franziska Bilek (1906–1991)
- August Bösch (1857–1911)
- Charles Crodel (1894–1973)[2]
- Walter Dolch (1894–1970)
- Franz Doll (1899–1982)
- Heinrich Düll (1867–1956)
- Susanne Ehmcke (1906–1982)
- Joseph Elsner junior (1879–1970)
- Anton Erlacher (Bildhauer und Marionettenspieler; 1909–1942)
- Joseph Erlacher (Bildhauer u. a. des Karussells im Englischen Garten; 1871–1937)
- Johann Simon Eyßelein (Bildhauer; 1888–1935)
- Ernst Fuhry (1903–1976)
- Fanny Edle von Geiger-Weishaupt (1862–1931)
- Ludwig Gies (1887–1966)
- Karl Groß (1869–1934)
- Hermann Grosselfinger (1889–1979)
- Günther Grundmann (1892–1976)
- Heiner Gschwendt (1914–2011)
- Adolf Hacker (1908–1956)
- Hermann Hahn (1868–1945)
- Berta Hummel (1927–1931)
- Arthur Illies (1870–1952)
- Sophie Bothilde Jensen (1912–2007)
- Hedwig Josephi (1884–1969)
- Karl Junker (1850–1912)
- Hermann Wandinger (1897–1976), Goldschmied und Bildhauer
- Elisabeth Keimer (1898–1935)
- Anton Kerschbaumer (1885–1931)
- Margit Kovács (1902–1977)
- Karl Krauß (1859–1906)
- Wilhelm Krieger (1877–1945)
- Fritz Lang, Filmregisseur (1890–1976)
- Günther Laufer (1907–1992)
- Franz Löffler (1875–1955)
- Joseph Mader (1905–1982)
- Bruno Mauder (1877–1948)
- Josy Meidinger (1899–1971)
- Hugo Meisel (1887–1966)
- Richard Menges (1910–1998)
- Julius Mermagen (1874–1954)
- Augustin Pacher (1863–1926)
- Georg Pezold (1865–1943)
- Cäsar Pinnau (1906–1988)
- Adolf Quensen (1851–1911)
- Leo Richter (1888–1958)
- Ernst Riegel (1871–1939)
- Karl Röhrig (1886–1972)
- Karl Rössing (1897–1987)
- Karl Friedrich Roth (1890–1960)
- Edwin Scharff (1887–1955)
- Max Schmalzl (1850–1930)
- Walter Clemens Schmidt (1890–1979)
- Georg Schreyögg (1870–1934)
- Gertrud Wiebke Schröder (1897–1977)
- Georg Schubert (1899–1968)
- Karl Maria Stadler (1888–nach 1943)
- Hermann Stahl (1908–1998)
- Ernst Steinacker (1919–2008)
- Gunta Stölzl (1897–1983)
- Heinrich Strieffler (1872–1949)
- Eva Stubenrauch (1923–2014)
- Victor Surbek (1885–1975)
- Oswald Völkel (1873–1952)
- Hermann Wandinger (1896–1976)
- Alfred Will (1906–1982)
- Paul Wittmann (1911–1993)
- Otto Zapp (1901–1982)
- Otto Zehentbauer (1880–1961)